# 児玉正憲
児玉 正憲（こだま まさのり、1932年4月22日 - ）は、日本の経営学者（専門は生産管理）。理学博士、九州大学名誉教授、広島修道大学名誉教授（元学長）。
広島県出身。1955年広島大学文理学部卒業。1960年九州大学大学院理学研究科修士課程修了。九州大学経済学部教授、九州大学経済学部長、広島修道大学学長を歴任。
日本生産管理学会（会長）、日本オペレーションズ ・リサーチ学会（九州支部顧問）、日本経営工学会（九州支部顧問）、他。
2009年4月瑞宝中綬章受章。

## 主な論文・著書

### 著書
- 「基本数理統計学」（牧野書店、1992）
- 「確率モデルの数理分析」（九州大学出版会、1996）
- 「生産・在庫管理システムの基礎」（九州大学出版会、1996）
- 「マルチメディア環境と経済学」（九州大学出版会、1996）